# 코번트리 대성당
코번트리 대성당(Coventry Cathedral)은 잉글랜드 웨스트미들랜즈주 코번트리에 있는 대성당이다.

## 같이 보기
- 카이저 빌헬름 기념 교회